# Lornion

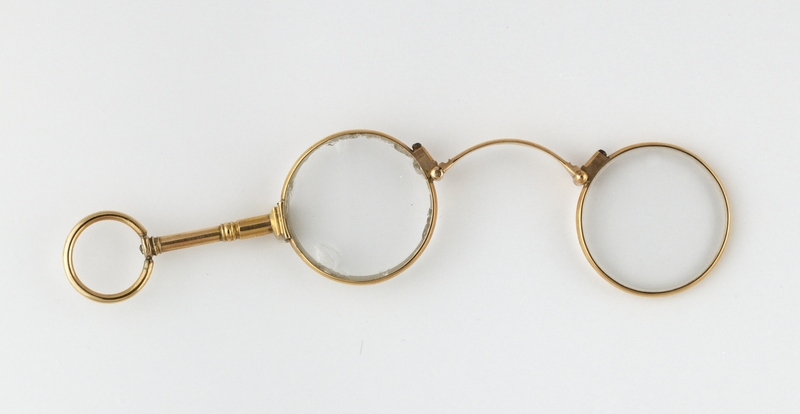
Lornion folosit de David Scott Mitchell

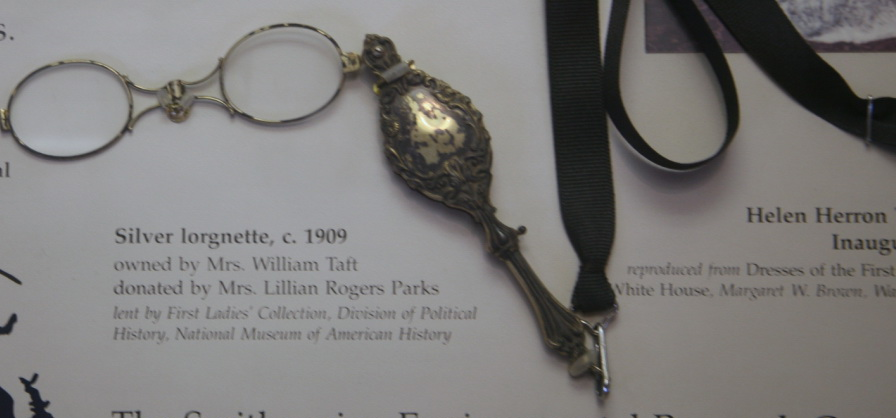
Lornion de argint, confecționat în Brazilia, Cuernavaca, în secolul al XX-lea

Un lornion, denumit și lornietă, este o pereche de ochelari plianți, cu un mâner, folosit pentru a-i ține la ochi în loc de a-i așeza peste urechi sau nas. Cuvântul provine din franțuzescul „lorgnon” (cu varianta „lorgnette”) ce derivă la rândul său din lorgner, a privi cu atenție. El a fost inventat de englezul George Adams. Lornionul era folosit de obicei mai degrabă ca o bijuterie decât pentru a îmbunătăți vederea. Doamnele la modă preferau adesea să folosească lornionul în locul ochelarilor. Acest accesoriu a fost foarte popular la balurile mascate și era des folosit la operă (ca predecesor al binoclului de operă) mai ales în secolul al XIX-lea.
Lornionul a fost folosit ca un accesoriu de fandorire de către avocatul american de la începutul secolului al XX-lea Earl Rogers și apare într-o fotografie de pe coperta biografiei sale, Final Verdict, scrisă de fiica lui, Adela Rogers St. Johns.